# ريتشارد لانغ
ريتشارد لانغ (بالإنجليزية: Richard Lang)‏ هو دراج على المضمار أسترالي، ولد في 23 فبراير 1989 في سيدني في أستراليا.

## وصلات خارجية
- ريتشارد لانغ على موقع أرشيف الدراجات (الإنجليزية)
- ريتشارد لانغ على موقع إحصائيات الدراجات الإحترافية (الإنجليزية)
- ريتشارد لانغ على موقع نسبة الدراجات (الإنجليزية)